# Amorphoscelis machadoi
Amorphoscelis machadoi är en bönsyrseart som beskrevs av Max Beier 1969. Amorphoscelis machadoi ingår i släktet Amorphoscelis och familjen Amorphoscelidae. Inga underarter finns listade i Catalogue of Life.